# Facultad de Derecho de la Universidad de Míchigan
La Facultad de Derecho de la Universidad de Míchigan (en inglés University of Michigan Law School) es la facultad de Derecho de la Universidad de Míchigan, en la ciudad de Ann Arbor (Estados Unidos). Fundada en 1859, la escuela ofrece programas de grado de Doctorado en Jurisprudencia (JD), Maestría en Derecho (LLM) y Doctorado en Ciencias Jurídicas (SJD).
Suele estar entre las facultades de derecho mejor calificadas en los Estados Unidos y el mundo. Se ha clasificado entre las 14 mejores facultades de derecho de élite en Estados Unidos todos los años desde que se publicó por primera vez el U. S. News Rankings en 1987. En la clasificación de US News de 2021, ocupa el décimo lugar en general.
Los alumnos notables incluyen a los jueces de la Corte Suprema Frank Murphy, William Rufus Day y George Sutherland, así como a varios jefes de Estado y ejecutivos corporativos. Aproximadamente el 98 % de los graduados de la clase de 2019 fueron empleados dentro de los diez meses posteriores a la graduación; su tasa de paso de barra en 2018 fue del 93,8 %.
La escuela tiene una inscripción de aproximadamente 1020, así como 81 miembros de la facultad a tiempo completo (60 titulares y titulares y 21 en práctica clínica y legal).

## Historia

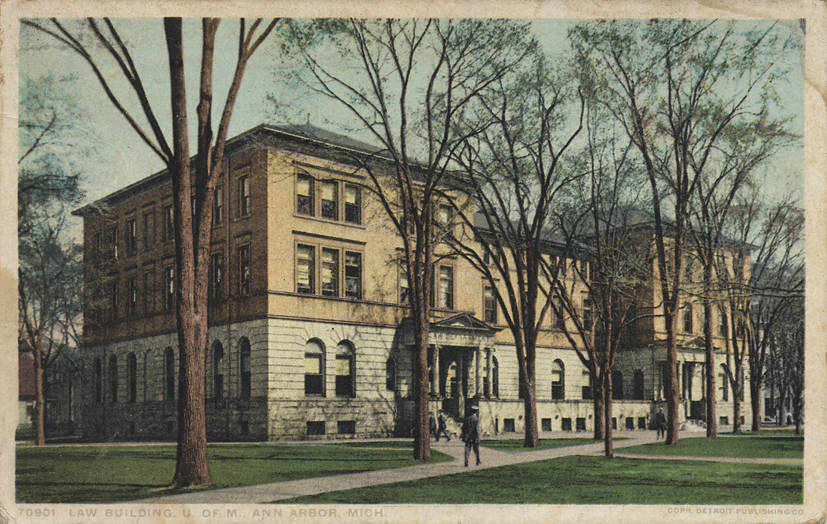
El edificio en los años 1910

La Facultad de Derecho se fundó en 1859 y para 1870 ya era la más grande del país. Ese mismo año Gabriel Franklin Hargo se graduó allí como el segundo afroamericano en graduarse de la facultad de derecho en los Estados Unidos. En 1871, Sarah Killgore, graduada en derecho de Míchigan, se convirtió en la primera mujer en graduarse de la facultad de derecho y ser admitida en el colegio de abogados.
Aunque la facultad de derecho es parte de la Universidad pública de Míchigan, menos del 2 por ciento de los gastos de la facultad de derecho están cubiertos por fondos estatales. El resto proviene de donaciones privadas, matrículas y donaciones.
En 2009, se inició una empresa de 102 millones de dólares para construir un nuevo edificio legal que se mantendría fiel al estilo gótico inglés. Esta fue totalmente financiada por donaciones y donaciones privadas. En 2009 también se celebró el sesquicentenario de la escuela. Como parte de las festividades, el presidente del Tribunal Supremo John Roberts participó en la ceremonia inaugural del nuevo edificio. El edificio se inauguró en 2012 y se llamó South Hall. En diciembre de 2018, pasó a llamarse Jeffries Hall, tras una donación récord de 33 millones de dólares del desarrollador inmobiliario Christopher M. Jeffries.

## Instalaciones
Construido entre 1924 y 1933 por el estudio de arquitectura York and Sawyer con fondos donados por el abogado y exalumno William W. Cook, el Cook Law Quadrangle consta de cuatro edificios:
- Hutchins Hall, el edificio académico principal, llamado así por el exdecano de la Facultad de Derecho y presidente de la Universidad, Harry Burns Hutchins
- Legal Research Building. En 2007 este figuró en el 94.º lugar de la lista America's Favorite Architecture del American Institute of Architects.[9]
- Dormitorio John Cook
- The Lawyer's Club. Proporciona dormitorios adicionales y un espacio de reunión para los residentes del Quad; destaca por un Gran Salón y un comedor con un techo alto abovedado, un piso de roble y paneles de roble oscuro.[10]

En 2012, se llevaron a cabo amplias renovaciones del Club de abogados gracias en parte a una donación de 20 millones de dólares del vicepresidente de Berkshire Hathaway, Charles T. Munger, y se reabrió el 19 de agosto de 2013 para el año escolar de otoño de 2013.

## Admisiones y clasificaciones
La facultad ocupó el tercer lugar en las clasificaciones iniciales de facultades de derecho de US News & World Report en 1987. También es una de las facultades de derecho "T14", facultades que se han clasificado constantemente entre las 14 mejores facultades de derecho desde que US News comenzó a publicar clasificaciones. En el ranking de US News de 2021, ocupa el noveno lugar en general. La clasificación de Super Lawyers de 2010 colocó a Míchigan en segundo lugar. Actualmente ocupa el sexto lugar en capacitación clínica y el sexto lugar en derecho internacional. En una "clasificación de reputación" de las facultades de derecho de US News de 2011 mediante la contratación de socios en los principales bufetes de abogados del país, la Facultad de Derecho de la Universidad de Míchigan ocupó el cuarto lugar. Ocupó el puesto 15 entre las facultades de derecho de EE. UU., empatado con el Centro de Derecho de la Universidad de Georgetown, por la cantidad de veces que la beca publicada de su facultad titular fue muy citada en revistas jurídicas durante el período de 2010 a 2014.
La admisión es altamente selectiva. Para la clase que ingresará en el otoño de 2021, se inscribieron 313 estudiantes de un grupo de 7693 solicitantes. Los percentiles LSAT 25 y 75 para la clase que ingresa en 2021 fueron 166 y 172, respectivamente, con una mediana de 171. Los percentiles 25 y 75 del GPA de pregrado fueron 3,61 y 3,93, respectivamente, con una mediana de 3,84.

## Publicaciones
Los estudiantes de la Facultad de Derecho de Míchigan publican varias revistas jurídicas además de Míchigan Law Review, la sexta revista jurídica más antigua del país. Estas incluyen:
- University of Michigan Journal of Law Reform[21]
- Michigan Journal of International Law[22]
- Michigan Journal of Gender and Law[23]
- Michigan Journal of Race & Law[24]
- Michigan Telecommunications and Technology Law Review[25]
- Michigan Journal of Environmental and Administrative Law[26]
- Michigan Business & Entrepreneurial Law Review, formerly known as the Michigan Journal Private Equity and Venture Capital Law[27]

## Galería

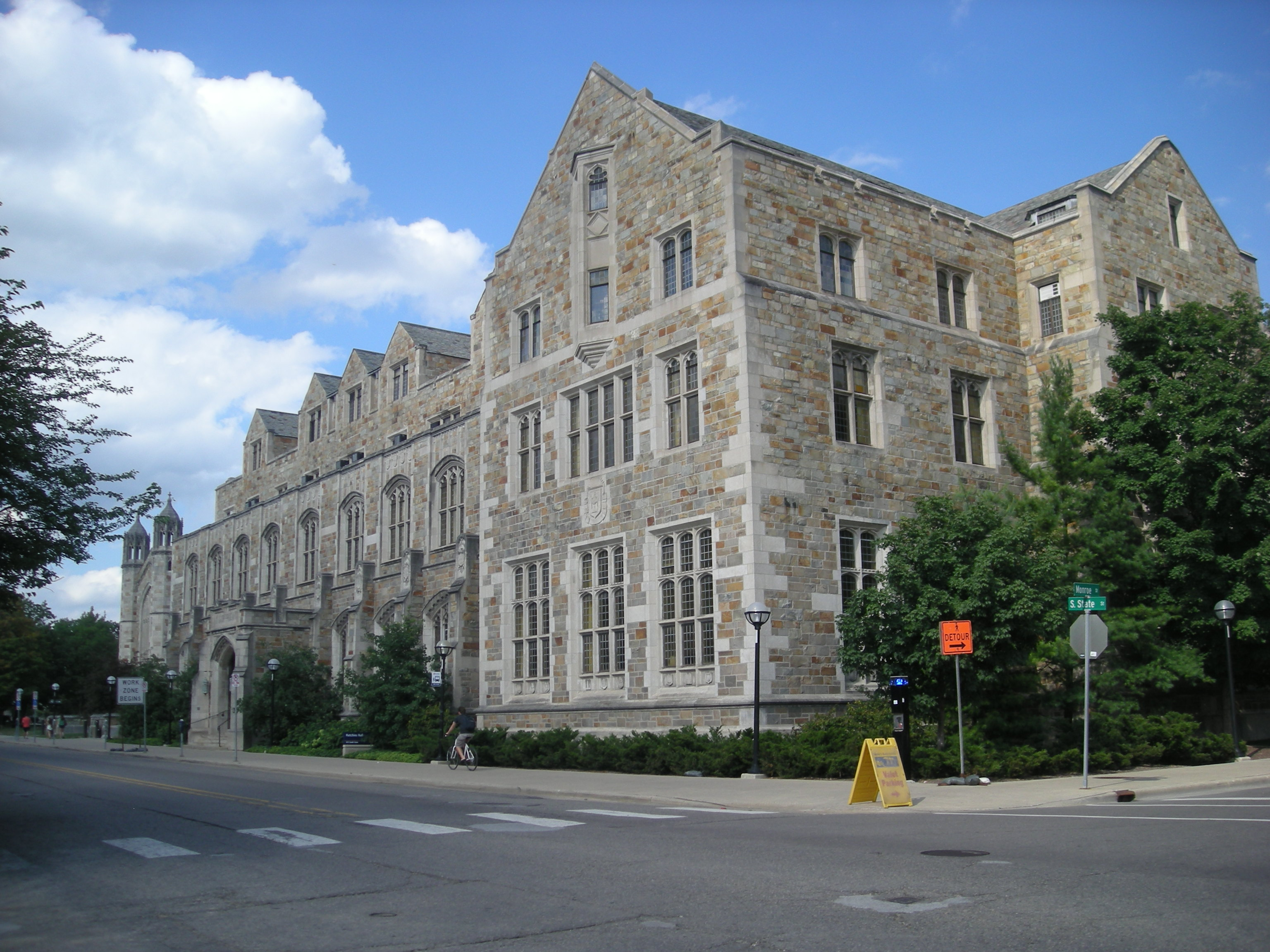
Hutchins Hall
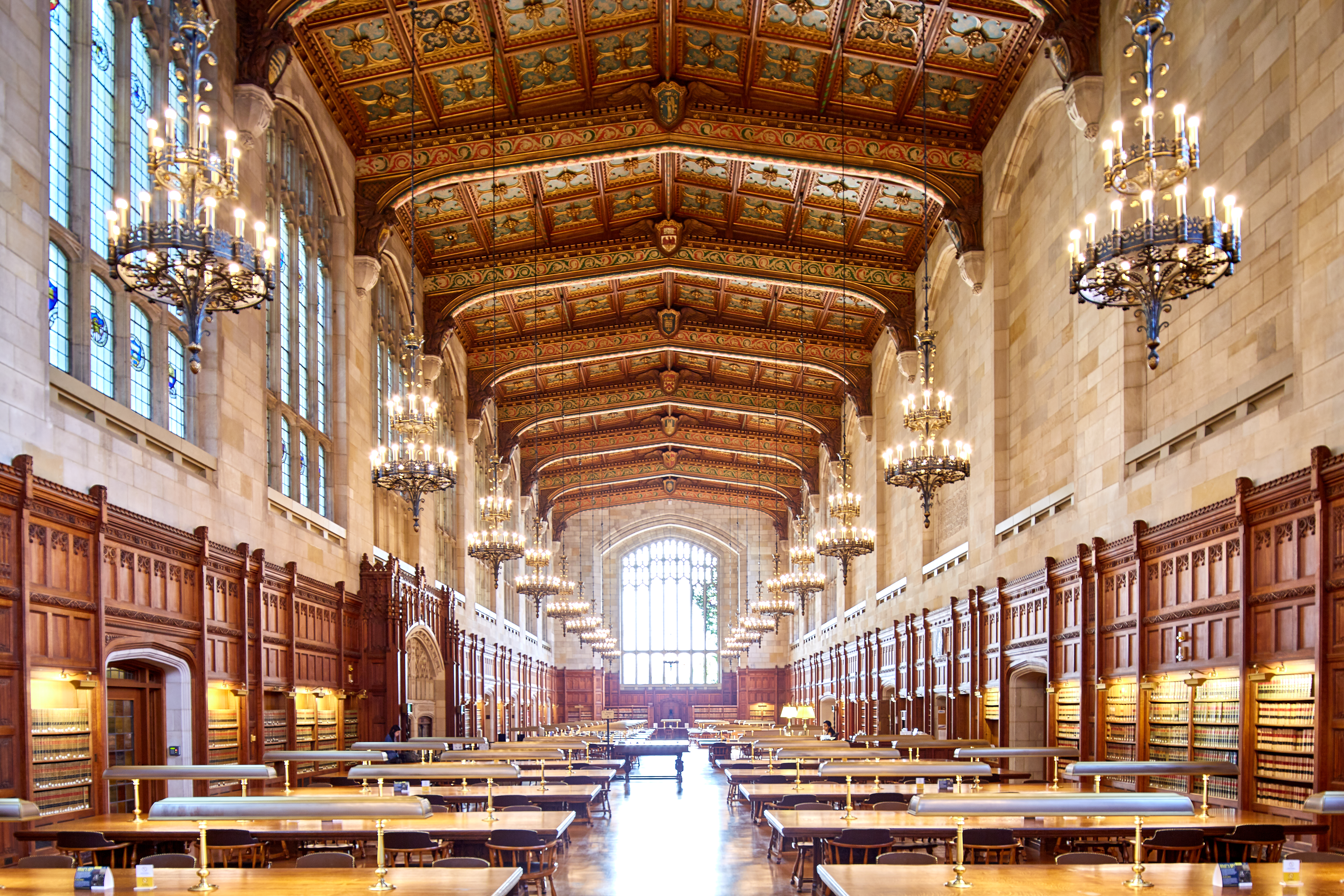
Biblioteca jurídica
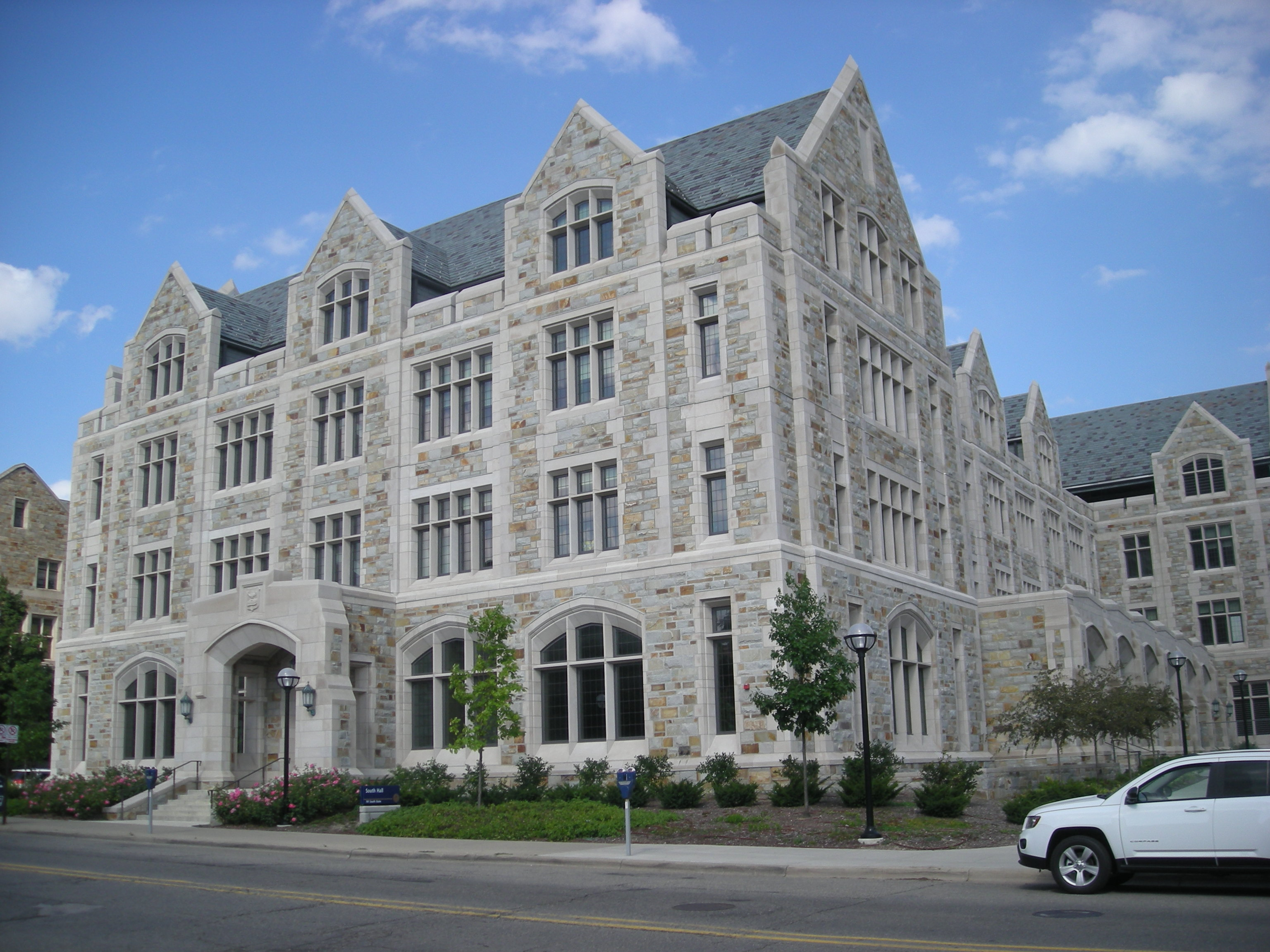
Jeffries Hall